# Dasypteroma powelli
Dasypteroma powelli är en fjärilsart som beskrevs av Charles Oberthür 1914. Dasypteroma powelli ingår i släktet Dasypteroma och familjen mätare. Inga underarter finns listade i Catalogue of Life.